# Cardigan Bay

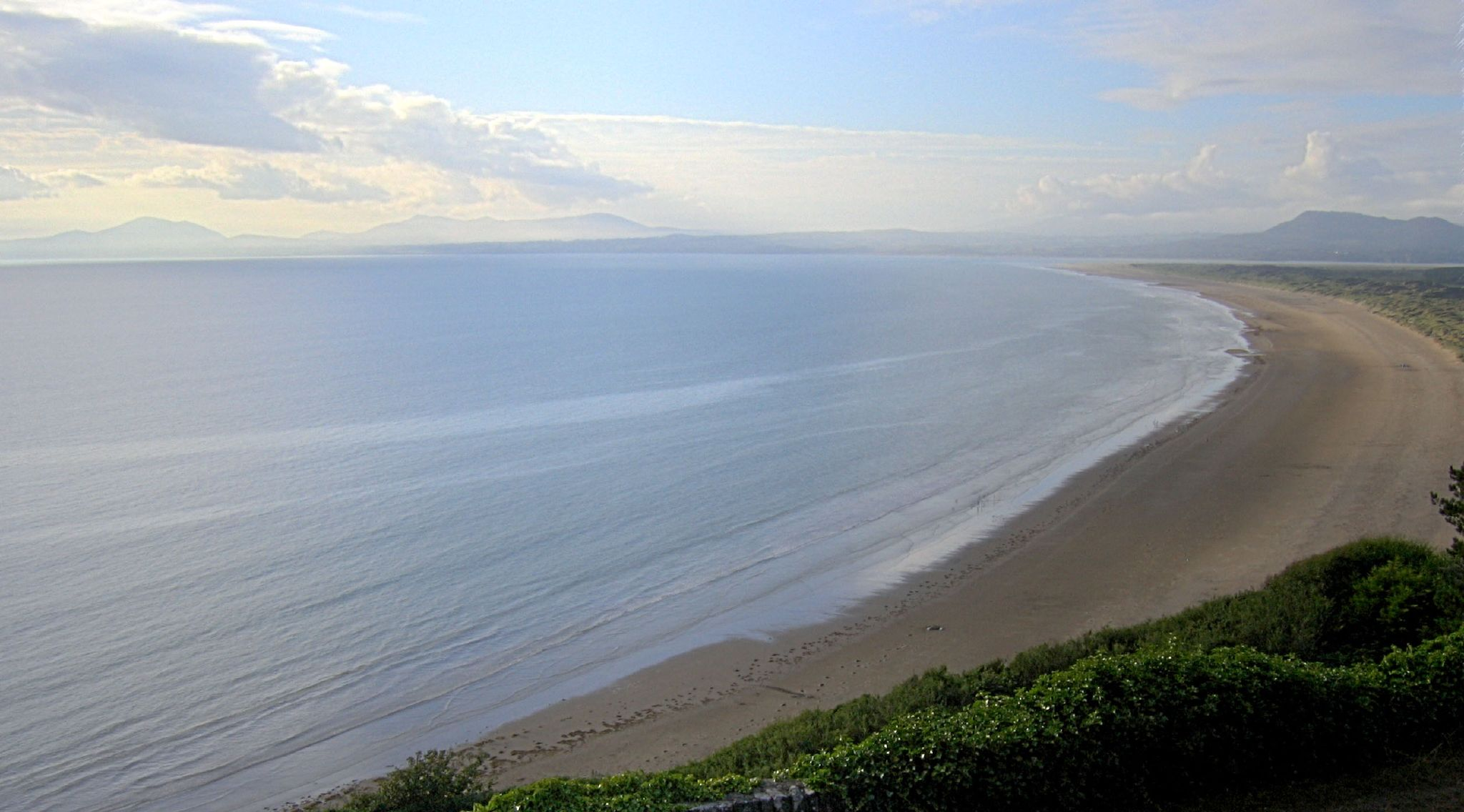
Strandpanorama der Cardigan Bay

Als Cardigan Bay (walisisch: Bae Ceredigion oder Bae Aberteifi) bezeichnet man die Bucht am nördlichen Ausgang des St.-Georgs-Kanals von der Keltischen See hin zur Irischen See an der Westküste von Wales zwischen der Lleyn-Halbinsel und Pembrokeshire. Ihre Ausdehnung beträgt rund 100 km in nord-südlicher Länge und ca. 50 km in der Tiefe.
Dort befinden sich verschiedene Seebäder: Aberystwyth, Aberporth, Fishguard, New Quay, Aberaeron, Aberdyfi, Barmouth oder Criccieth.
Cardigan Bay verfügt über weiße Sandstrände, türkisfarbenes, klares Wasser und stellenweise Delphinbestände bei New Quay und Llangrannog. Deren Population teilt sich in zwei Gruppen und umfasst nach einer Zählung der University of Aberdeen 127 Tiere.
Die überwiegende Umgebung der Bucht besteht aus fruchtbarem Farmland, einzelnen Marktflecken und kleineren Städten sowie den bereits erwähnten Seebädern.
Verschiedene größere Flüsse münden in die Bucht: Teifi, Rheidol, Dyfi, Aeron, und Mawddach.
Bis ins frühe 20. Jahrhundert hinein bildete die Bucht die Basis einer starken Werftindustrie. Cardigan, in der Nähe der Mündung des Teifi gelegen, war zeitweilig ein bedeutenderer Hafen als Cardiff.
Die Cardigan Bay soll der Ort des legendären versunkenen walisischen Königreiches Cantre’r Gwaelod oder Maes Gwyddno sein, das oft als das walisische Atlantis bezeichnet wird.